# Pierzaczki
Pierzaczki (prządki, skubaczki, drzeć pierze, obieraczki) – sezonowa forma wypoczynku młodzieży w okresie jesienno-zimowym, najbardziej typowa dla Słowian wschodnich i południowych. U Słowian zachodnich takie spotkania nie były regularne.
W jesienne wieczory dziewczęta schodziły się razem, siadały w jednej izbie, do której znoszono przędzielnice (kołowrotki do przędzenia) i przędły wełnę lub len, śpiewając przy tym dla milszego spędzenia czasu. Takie wieczory zwano „kądzielnicami”.